# Biquardus
Biquardus (ook Wiquardus) (actief omstreeks 1440–1450) was een componist Vlaamse polyfonie die waarschijnlijk afkomstig was van Picardië, toentertijd een deel van de Nederlanden. Drie van zijn werken zijn bewaard gebleven in het koorboek van de abdij Sankt Emmeram, ofschoon het gewoon om contrafacten kan gaan (nieuwe tekst op bestaande muziek). Het gaat om In excelsis te laudant, Ave stella matutina en Resurexit victor mortis.
Biquardus is waarschijnlijk niet verwant aan de Engelse componist Pycard, maar kan misschien dezelfde persoon zijn als Arnold Pickar, een geestelijke en cantor voor Frederik III van het Heilige Roomse Rijk.